# Molophilus (Molophilus) subbelone
Molophilus (Molophilus) subbelone is een tweevleugelige uit de familie steltmuggen (Limoniidae). De soort komt voor in het Australaziatisch gebied.